# Ytfyllande

Wigner-Seitz-konstruktionen ger yttäckande sexhörningar eller rektanglar.

En geometrisk figur som man kan lägga ut kopior av i ett plan och därvid täcka hela planet (utan överlappningar), är yttäckande. En sådan övertäckning kallas en tessellation. Det finns endast tre regelbundna polygoner som är ytfyllande, nämligen triangeln, kvadraten och sexhörningen. Triangeln är alltid ytfyllande, oavsett om den är regelbunden eller ej, även rektangeln, av vilken kvadraten är ett specialfall, är alltid ytfyllande. Detta gäller däremot inte hexagonen, även om det går att konstruera vissa oregelbundna sexhörningar som är ytfyllande.